# Diostracus prasinus
Diostracus prasinus är en tvåvingeart som beskrevs av Friedrich Hermann Loew 1861. Diostracus prasinus ingår i släktet Diostracus och familjen styltflugor. Inga underarter finns listade i Catalogue of Life.